# (6270) Kabukuri
(6270) Kabukuri (1991 BD) – planetoida z pasa głównego asteroid okrążająca Słońce w ciągu 3 lat i 226 dni w średniej odległości 2,35 j.a. Została odkryta 18 stycznia 1991 roku w Karasuyama Observatory w przez S. Inodę i T. Uratę. Nazwa planetoidy pochodzi od Kabukuri-numa, mokradła w Prefekturze Miyagi.